# Altorf
Altorf (in tedesco Altdorf,in alsaziano Àldorf) è un comune francese di 1.252 abitanti situato nel dipartimento del Basso Reno nella regione del Grand Est.
Importante località del cantone e della zona di Molsheim, Altorf è situato ad una ventina di chilometri ad ovest di Strasburgo. È bagnato dai fiumi Mittelbach e Mulhbach (affluenti del fiume Bruche) e si situa all'entrata della valle della Bruche.

## Storia
L'origine generalmente accettata del nome di Altorf è la forma "Alt-dorf" (vecchio villaggio) la cui vecchia grafia è ancora visibile in documenti risalenti a prima della seconda guerra mondiale. Il blasone di Altorf, d'azzurro e d'oro, rappresenta un rampone, o un bastone di vescovo. È visibile sul menhir Lange Stein che segna il confine con il villaggio vicino di Dorlisheim.
Altorf viene fondata sulla vecchia via romana che collega Strasburgo al colle strategico del Donon. La storia del villaggio si confonde con quella della sua abbazia benedettina, fondata nel 974 da Ugo III di Eguisheim. La cappella fu consacrata poco dopo, sotto l'egida di Maïeul, vescovo di Cluny.
Nel 1079, il papa San Leone IX (1049-1054), erede dalla potente famiglia imperiale Eguisheim-Dabo dona un altare a San Ciriaco, che fornisce anche di reliquie (il braccio del santo). Il reliquiario di stile orientale che rappresenta un busto in legno policromo è una delle parti principali dell'abbazia (seconda parte del XII secolo).
L'abbazia è dotata, come Steige e Marmoutier, di numerose dépendance, cosa che la rende molto ricca. Le chiese di Barembach e Grendelbruch, nonostante siano relativamente distanti, sono incorporate all'abbazia di Altorf dalla bolla di 1192 di papa Celestino III, che regola in particolare la raccolta delle decime. Le proprietà dell'abbazia lungo la riva destra della Bruche che si estendono dal corso del Rothaine alla pianura alsaziana ritornano al vescovato di Strasburgo nel 1226, all'estinzione della stirpe Eguisheim. Gli imperatori concessero all'abbazia il diritto di battere valuta (valuta di Saint-Cyriaque). Questo privilegio fu trasferito nel XIII secolo a Dachstein e quindi a Molsheim.
L'irradiazione culturale dell'abbazia condusse alla fondazione di un'università, che sarà successivamente trasferita a Molsheim nel gruppo delle certose, prima di essere nuovamente spostata per costituire l'università di Strasburgo. L'architetto e studioso Johannes Christophorus Sturm fu rettore dell'università di Altorf fino al 1719.
La potenza economica e culturale valse ad Altorf alcuni fatti di sangue: nel 1262, quando il villaggio ed il convento sono incendiati dagli abitanti di Strasburgo in sommossa contro il vescovo Walter; nel 1525 in occasione di una jacquerie che mise al sacco l'abbazia ed infine un secolo più tardi durante la guerra dei trent'anni.
L'epopea dei Rustauds, che sorse un po' ovunque nel Sacro Romano Impero, si cristallizzò nell'Alsazia meridionale attorno ad Altorf, Dorlisheim e Bœrsch. I capi del movimento Erasme Gerber e Georg Ittel rispettivamente di Molsheim e di Rosheim stabilirono il loro quartier generale ad Altorf con una truppa di 1500 uomini, da cui conquistarono tutta la provincia in una settimana, con truppe che saccheggiarono conventi e possedimenti degli ebrei.
Il saccheggio dell'abbazia di Altorf in particolare ebbe una ripercussione considerevole, quest'episodio fu riportato anche in un'incisione di Matthias Grünewald. La sommossa fu repressa alcune settimane più tardi, il 20 maggio 1525 dal duca Antoine di Lorena, lasciando 18.000 morti sul lato degli insorti.
In occasione della guerra di trent'anni, truppe svedesi si disposero nel villaggio. Si noterà a tale riguardo che Altorf ha costituito un nucleo di ancoraggio nella riconquista della Contro-riforma cattolica, riconquista che era stata già preparata dall'apertura di un collegio di gesuiti a Molsheim nel 1580. L'epitaffio dell'abate Matern ricorda che egli riuscì nel 1686 a riportare gli abitanti del comune di Duttlenheim alla chiesa romana facendo loro lasciare "la setta di Lutero".
Questo periodo di guerra fu indubbiamente difficile per la popolazione, lo si deduce anche dal fatto che l'abbazia dovette impegnare la croce abbaziale nel 1637 e fu in grado di recuperarla soltanto 20 anni più tardi.
L'abbazia e le sue dipendenze furono ricostruite a diverse riprese, gli ultimi lavori risalgono al XVIII secolo (ricostruzione degli edifici conventuali e del transetto a partire dal 1715 sotto il maestro barocco Peter Thumb, costruzione dell'organo da parte di André Silbermann nel 1723). Più recentemente nel 1991 è stato eseguito un restauro completo sotto il patrocinio del servizio dei monumenti storici.
Nel 1791 l'abbazia è sciolta dai rivoluzionari, i benedettini sono costretti a partire. Il timpano romanico sulla porta principale è distrutto in questo periodo; sarà sostituito nel 1886 dallo scultore Eugène Dock. Tutti gli edifici che costituiscono l'abbazia sono rasi al suolo nel XIX secolo, eccetto l'ala dell'abate, che fungerà successivamente da ufficio del presbitero.
La chiesa è protetta dal servizio monumenti storici nel 1932, iscritta nel 1937 e classificata nel 1983.
Nel 2000 l'architrave della porta del villaggio (Klostermauer), danneggiata nel 1965, è restaurata. Nel 2001 è restaurata anche la Grange de la Dîme (Zehntelschir), per diventare una mediateca. Nel 2004 i giardini dell'abbazia (hortus, herbarium, pomarium) vengono restaurati, sistemati ed aperti al pubblico.

## Società

### Evoluzione demografica
Abitanti censiti